# Laura van den Bruel
Laura van den Bruel vagy művésznevén Iris, de ismert úgyis, mint Airis (Morkhoven, 1995. január 19. –) flamand énekes, aki a 2012-es Eurovíziós Dalfesztiválon Belgium színeiben fog színpadra állni Bakuban, a "Would You" című dalával.

## Diszkográfia
- "Wonderful" – 2010 – Ötödik helyezett a holland kislemez eladási listán
- "Would You" – 2012 – Az Eurovíziós Dalfesztivál belga indulója

## Fordítás
- Ez a szócikk részben vagy egészben  az   Iris (singer) című angol Wikipédia-szócikk fordításán alapul.  Az eredeti cikk szerkesztőit annak laptörténete sorolja fel. Ez a jelzés csupán a megfogalmazás eredetét és a szerzői jogokat jelzi, nem szolgál a cikkben szereplő információk forrásmegjelöléseként.